# Halina Cieszkowska
Halina Cieszkowska, po mężu Przyłuska (ur. 2 lutego 1901 w Warszawie, zm. 11 lutego 1968 w Katowicach) – polska aktorka teatralna i filmowa.

## Życiorys
Urodziła się 2 lutego 1901 roku w Warszawie. Była córką Stanisława Cieszkowskiego i Heleny z domu Rodziewicz. 
Debiutowała najprawdopodobniej z zespołem objazdowym Kazimierza Junoszy-Stępowskiego w maju 1918. W sezonie 1918/19 grała w Teatrze Polskim w Łodzi. W marcu 1919 po raz pierwszy stanęła na scenie warszawskiej w Teatrze Letnim, a w czerwcu tego roku zagrała w Teatrze Praskim. W sezonie 1919/20 grała w Teatrze Miejskim w Lublinie i Teatrze Dramatycznym w Warszawie. W lecie 1920, z zespołem Teatru Lotnego Ministerstwa Spraw Wojskowych pod kierunkiem Bronisława Oranowskiego, wzięła udział w objeździe miast Kresów Wschodnich. W sezonie 1920/21 grała w Teatrze Miejskim w Bydgoszczy. Występowała w warszawskim kabarecie Miraż. Od stycznia 1922 grała w stołecznym Teatrze Maska Julię w Ogrodzie młodości. To tę rolę podawała w swoim życiorysie jako debiut. Występowała w warszawskich teatrach Stańczyk i Komedia. 
W 1924 po raz pierwszy pojawiła się w filmie. W sezonach 1922/23 i 1923/24 grała wiele ról w stołecznym Teatrze Rozmaitości. Od marca 1925 do końca sezonu zagrała gościnnie dwanaście dużych ról w Teatrze Miejskim w Toruniu. W sezonie 1925/26 była członkiem zespołu Zjednoczonych Teatrów Pomorskich w Bydgoszczy i Toruniu. W październiku 1926 występowała w Teatrze Małym we Lwowie „podbiła publiczność” i pozostała tam na dwa sezony (1926/27 i 1927/28). Od maja 1928 grała w Tetarze Nowym w Poznaniu, początkowo gościnnie, a w kolejnych sezonach należała do czołówki zespołu (1928/29–1932/33). W pierwszej połowie sezonu 1933/34 występowała w Teatrze Narodowym w Warszawie, w sezonie 1934/35 w Teatrze Miejskim w Łodzi, od marca do lipca 1935 w stołecznym Teatrze Aktora. W sezonie 1935/36 grała w Teatrze Nowym w Kaliszu, od początku 1936 znów w Warszawie w teatrze Wielka Rewia i w Teatrze Malickiej, z którym współpracowała co najmniej do 1938. Na sezon 1939/40 podpisała umowę z Teatrze im. Wyspiańskiego w Katowicach. 
Okres okupacji niemieckiej spędziła w Warszawie. Recytowała w kawiarniach, grała w jawnych teatrzykach: Figaro, Maska, Niebieski Motyl, Komedia, Nowości. Należała do Armii Krajowej. Po upadku powstania warszawskiego została wywieziona do obozu jenieckiego w Zeithain, brała tam udział w przedstawieniach organizowanych przez Ziemowita Karpińskiego. Po ucieczce z obozu występowała w teatrach żołnierskich: angielskim teatrze XXX Korpusu 8 Armii i Teatrze Polowym 2 Korpusu Polskiego pod kierunkiem Kazimierza Krukowskiego we Włoszech, a następnie w Wielkiej Brytanii.
W 1947 wróciła do Polski. W sezonach 1947/48–1948/49 była aktorką Teatru Śląskiego w Katowicach, następnie w latach w 1949–52 Teatru Narodowego w Warszawie. Od sezonu 1953/54 do roku 1956 w występowała w Teatrze Wybrzeże w Gdańsku. Od końca 1956 aż do śmierci grała ponownie w Teatrze Śląskim w Katowicach. Na deskach tego teatru 30 stycznia 1960 obchodziła jubileusz trzydziestopięciolecia pracy artystycznej. 

## Życie prywatne
Była żoną Lecha Owrona-Przyłuskiego, również aktora. 

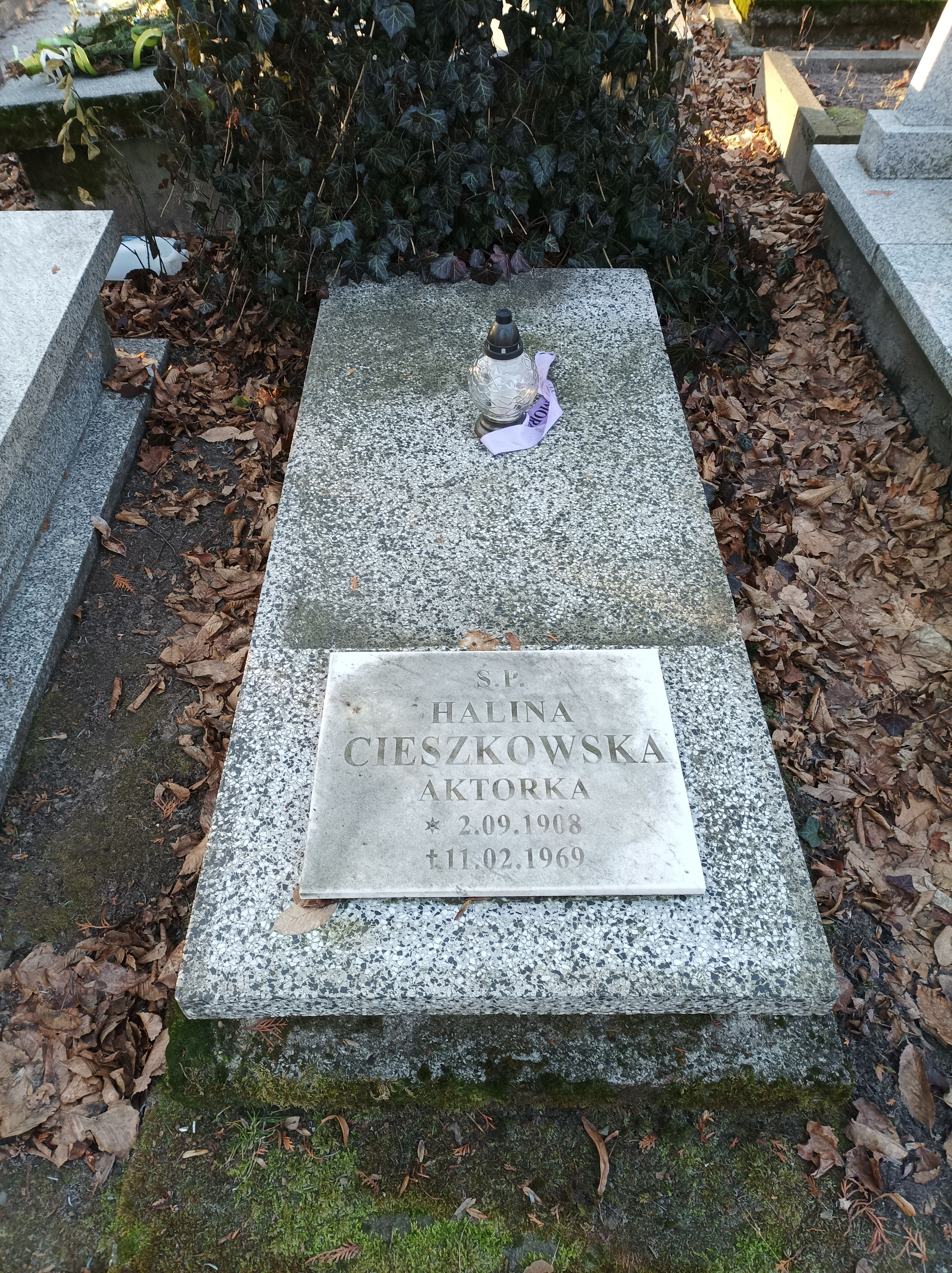
Grób Haliny Cieszkowskiej na cmentarzu przy ul. Francuskiej w Katowicach